# 早太郎温泉
早太郎温泉（はやたろうおんせん）は、長野県駒ヶ根市（旧国信濃国）にある温泉。

## 泉質
- アルカリ性単純温泉
  - 源泉温度29.3℃

多くのアルカリ性単純温泉同様、「美肌の湯」の異名がある。

## 温泉街
駒ヶ根高原に、約10軒のホテル、旅館が存在する。日帰り入浴施設は「こまくさの湯」「露天こぶしの湯」がある。周囲は別荘地であり、温泉を引いたリゾート施設も多い。
温泉地は観光宣伝では温泉郷の表記がされることもある。

## 歴史
開湯は1994年である。
温泉名「早太郎」の由来は、遠江国見附の村人を救った伝説がある、光前寺で飼われていた霊犬「早太郎」に由来する。当然ながら、早太郎が直接この温泉に関わっているわけではない。

## アクセス
- 車: 中央自動車道駒ヶ根ICより約5分
- 公共交通機関:駒ケ根駅または駒ヶ根バスターミナルから伊那バス駒ケ岳ロープウェイ線で「菅の台」下車[4][5]。